# Vườn quốc gia Hassell
Vườn quốc gia Hassell là một vườn quốc gia ở Tây Úc, Úc.